# Oliarus turae
Oliarus turae är en insektsart som beskrevs av Frederick Arthur Godfrey Muir 1922. Oliarus turae ingår i släktet Oliarus och familjen kilstritar. Inga underarter finns listade i Catalogue of Life.